# Фельдман, Валентин Августович
Валенти́н Авгу́стович Фе́льдман (4 марта 1864, Санкт-Петербург — 26 июля 1928, Киев) — русский архитектор и художник-акварелист. Автор проектов многих православных храмов Крыма и строений в Севастополе. Произведения хранятся в художественных музеях Киева, Харькова, Санкт-Петербурга, Одессы, Севастополя, Пензы, Краснодара.

## Биография
Валентин Августович Фельдман родился в 1864 под Санкт-Петербургом в семье уездного агронома. В 1882 году, сдав отлично вступительные испытания, поступает в Петербургскую Академию художеств на архитектурное отделение. Акварельной живописи обучался у профессоров Н. А. Гоголинского и Л. Премацци. После окончания Академии, работал помощником архитектора у известного московского профессора архитектуры А. Н. Померанцева.
С 1890 года состоял действительным членом Товарищества русских акварелистов, впоследствии — общества имени Куинджи. Участвовал в выставках акварельной живописи в Петербурге, Киеве, Харькове, Севастополе, Одессе. В. А. Фельдман является автором 800 произведений — рисунков и набросков, а также нескольких книг по теории и практике акварельной живописи.
С 1891 по 1905 год работал в Севастополе. За четырнадцать лет работы в Крыму создал большое количество архитектурных сооружений. Находясь в Севастополе проживал на ул. Чесменской, 24, в доме княгини Ширинской — ныне улица Советская, на улице Соборной, 10 (с 1899 г.) — ныне улица Суворова и на Пологом спуске, 14 (1905 г.) — ныне улица Василия Кучера.
В 1905 Фельдман переселяется в Харьков. Именно там он начинает преподавательскую деятельность — в 1906—1910 в технологическом институте преподаёт архитектурное черчение. Автор проекта Дома Шапара.
После переезда в Киев Валентин Августович продолжает педагогическую деятельность в политехническом (1910—1922), архитектурном (1922—1924) и художественном (1924—1926) институтах. (Среди учеников были ставшие впоследствии известными архитектор И. Каракис и скульптор Г. Василевич). Член Общества художников-киевлян (1914—1919), член-учредитель Киевского товарищества художников (1916—1918). Работал над теоретическими вопросами цвета и света в живописи.

## Проекты и постройки
Крым:
- 1892—1905 — строится Покровский собор в Севастополе[1];
- 1893 — храм Рождества Христова в Балаклавском Георгиевском монастыре[1];
- 1894 — начинается возведение Свято-Троицкого собора в Топловском монастыре (планировалось завершить к 1905, достроен не был, в 1929 взорван);
- 1900 — дворец главного командира Черноморского флота и портов.
- 1901—1903 — В соавторстве с военным инженером О. И. Энбергом и скульптором А. Г. Адамсоном построил в Севастополе памятник затопленным кораблям.
- 1902—1904 — Также в соавторстве с О. И. Энбергом было построено здание музея-панорамы «Оборона Севастополя 1854—1855».

Харьков:
- 1907 — автор проекта Дома Шапара;
- 1913 — один из архитекторов Харьковской хоральной синагоги.

## Галерея реализованных проектов

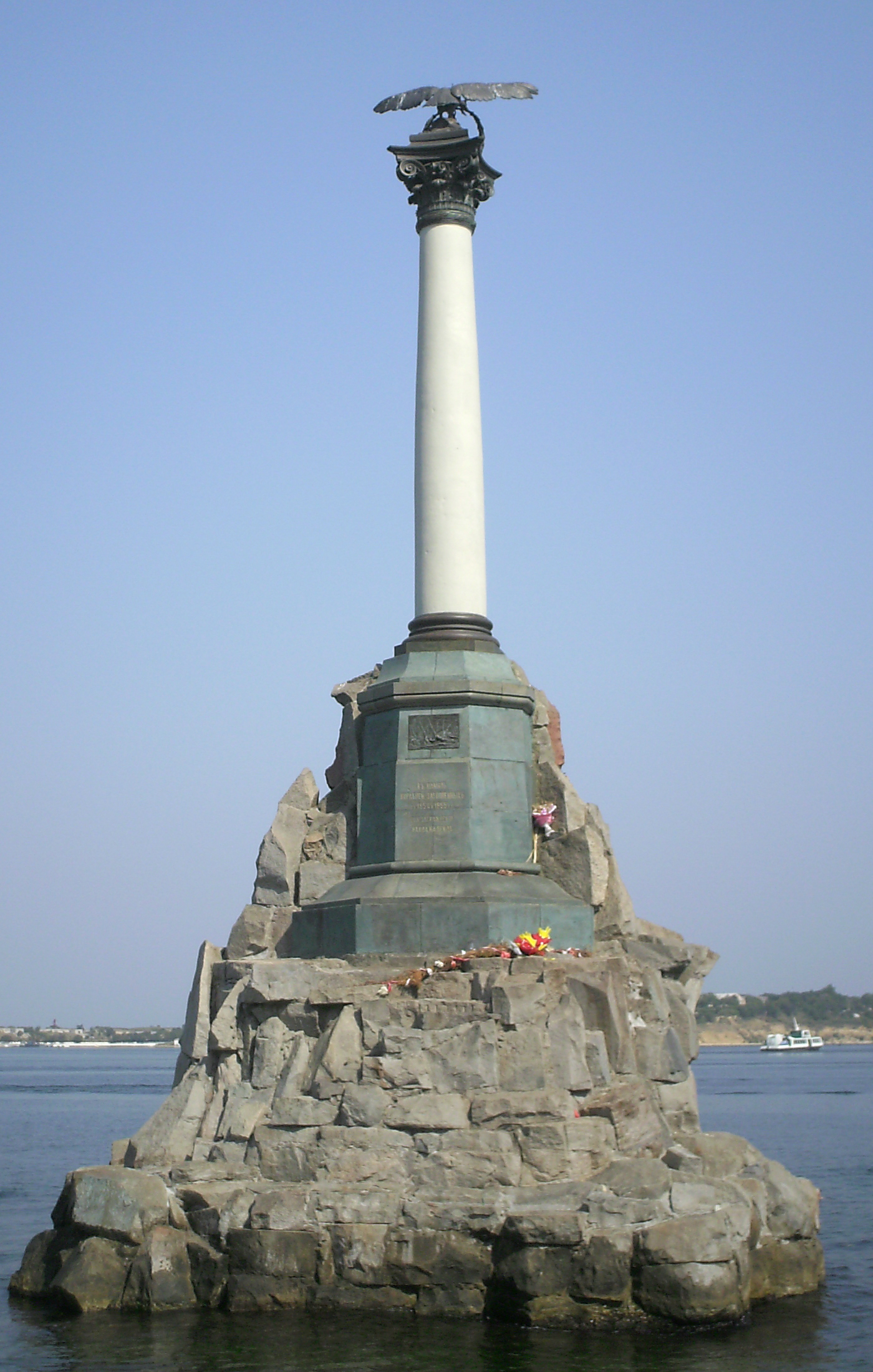
Памятник затопленным кораблям
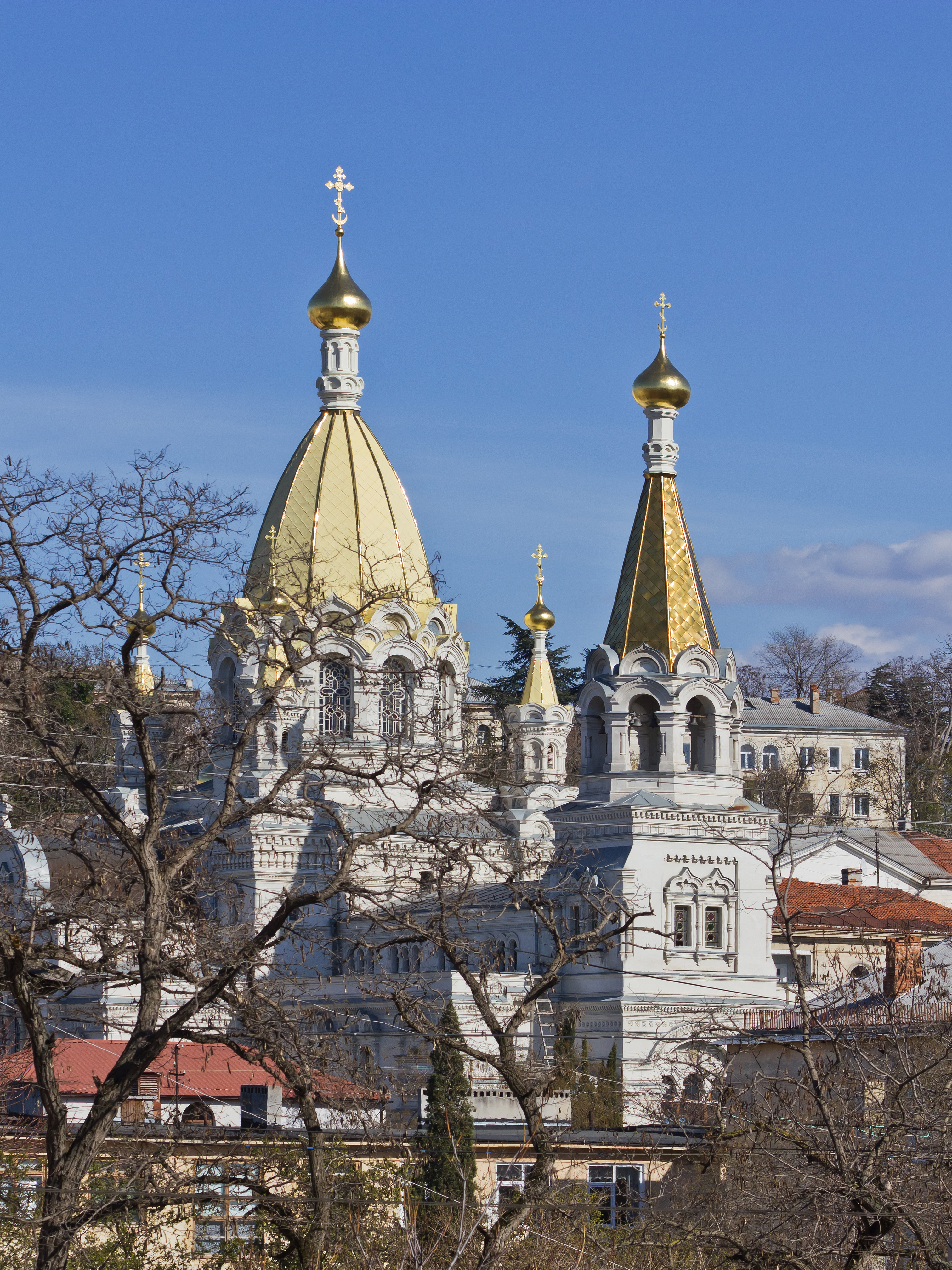
Покровский собор (Севастополь)
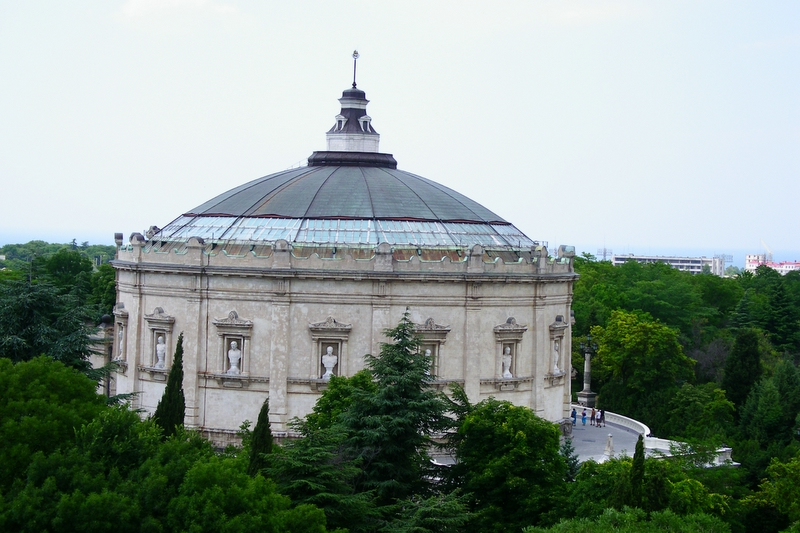
Музей-панорама Оборона Севастополя

## Галерея картин

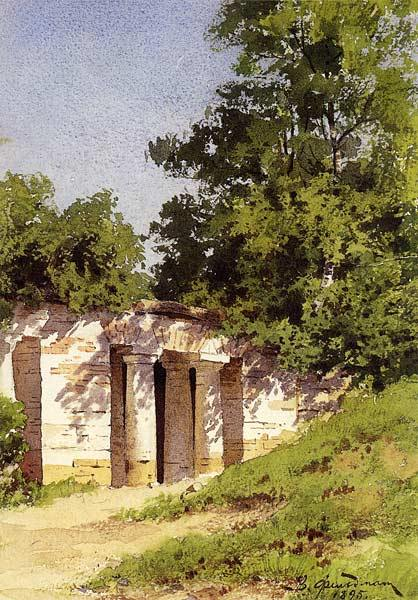
«Виадук в Царском саду в Киеве», 1895
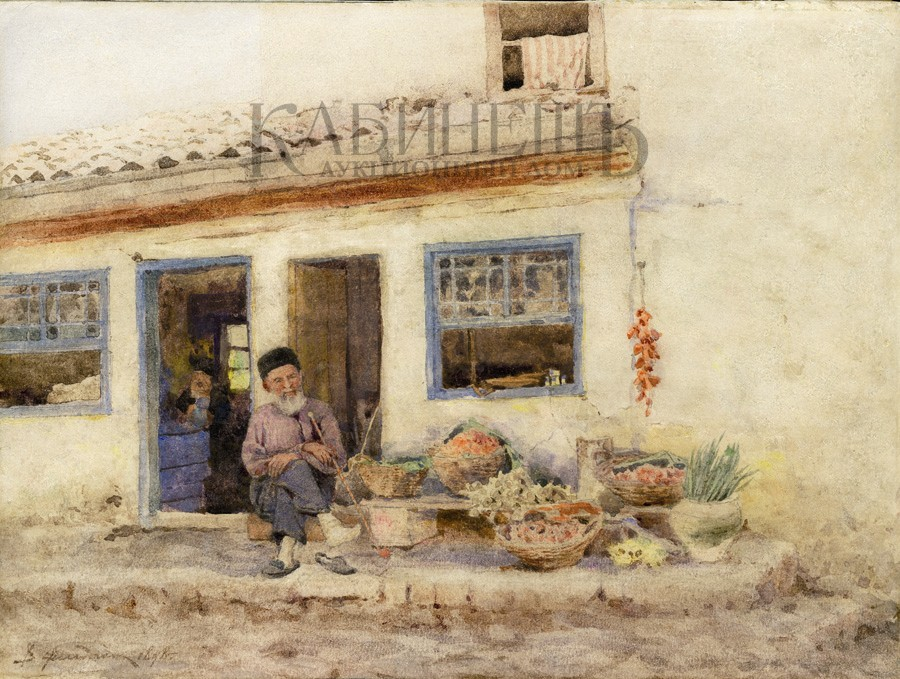
«Крымский татарин с трубкой», 1898
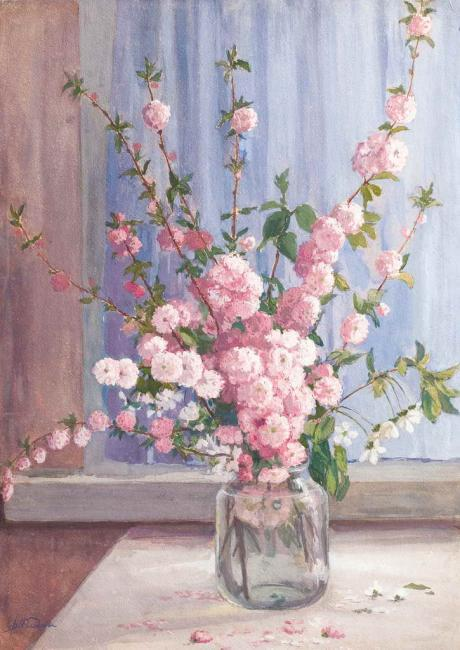
«Сакура», 1920-е гг.